# Jean-Henri Couturat
Jean-Henri Couturat, né le 9 février 1904 à Paris et décédé le 13 juin 1974 à Paris, est un peintre et peintre de vitraux français.

## Naissance
Jean-Henri Couturat naît le 9 février 1904 dans le 11e arrondissement de Paris.

## Peinture
Élève de Fernand Cormon et de Jean-Pierre Laurens, il est 2e Second Grand Prix de Rome en 1925 avec le sujet choisi « La Femme nue ». L'année suivante, il obtient une mention honorable au Salon des artistes français.
Il est membre de la Casa de Velázquez, promotion 1934-1935.
Il expose au Salon d'automne en 1930 et 1937 et au Salon des artistes français dont il est sociétaire dans les années 1930.

## Vitraux
Après la Seconde Guerre mondiale, Jean-Henri Couturat collabore avec les Ateliers Daumont-Tournel Frères, verriers à Paris.

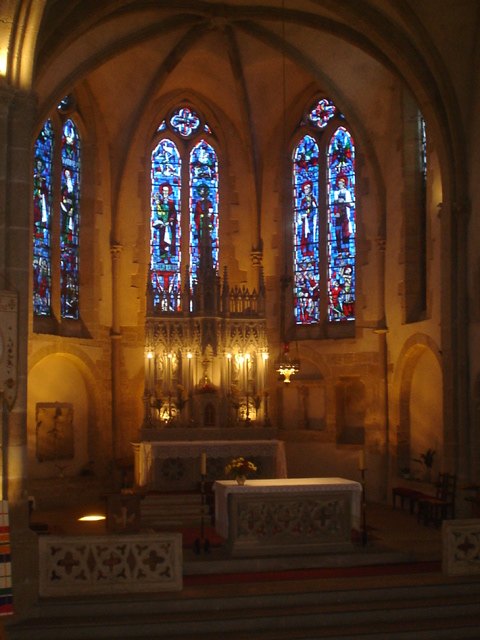
Vitraux du chœur de la Collégiale de Hombourg-Haut, Jean-Henri Couturat.

### Vitraux réalisés avec Daumont-Tournel
- Cathédrale Notre-Dame de Coutances (1953) Verrières de la façade et trois baies de la chapelle sud du transept (1954-1956)
- Église Saint-Rémi de Charbogne (Ardennes), verrières posées en 1948
- Eglise St Michel de Bordeaux, chapelles du déambulatoire (1965)[7]
- Eglise Notre-Dame de Saint Lô (Manche) baies 12-13-14-15[8]
- Saint Côme-du-Mont (Manche), Église Saint-Côme et Saint-Damien, (1953)[9]
- Villiers-Fossard (Manche), Église Saint-Pierre (1958)[10]
- Église Saint-Malo de Valognes (Manche), vitraux du chœur (1967)[11]

### Autres
- Décoration intérieure de l’église Notre-Dame du Calvaire (1937) réalisée par quatre anciens élèves de Jean-Pierre Laurens : Gabriel Genieis, Pierre Guyenot, Georges Cheyssial et Jean-Henri Couturat avec la veuve de Laurens. L’église et sa décoration sont classées monument historique en 2004[12],[13],[14].
- Collégiale Saint-Étienne de Hombourg-Haut (1955) : vitraux du chœur (les quatre évangélistes, Saints Pierre et Saint Paul, la vierge Marie et à l'extrémité droite l'Eucharistie).
- Basilique Saint-Vincent de Metz (1952) : baie du transept nord (un condensé de la vie de la Vierge, de l'Annonciation à l'Assomption)
- Église Saint-Hilaire de Pesmes (1962) : vitraux dessinés par Couturat et réalisés par l’atelier du vitrail de Limoges[15].

## Mort
Jean-Henri Couturat meurt le 13 juin 1974 en son domicile dans le 14e arrondissement .